# Kristallen bol

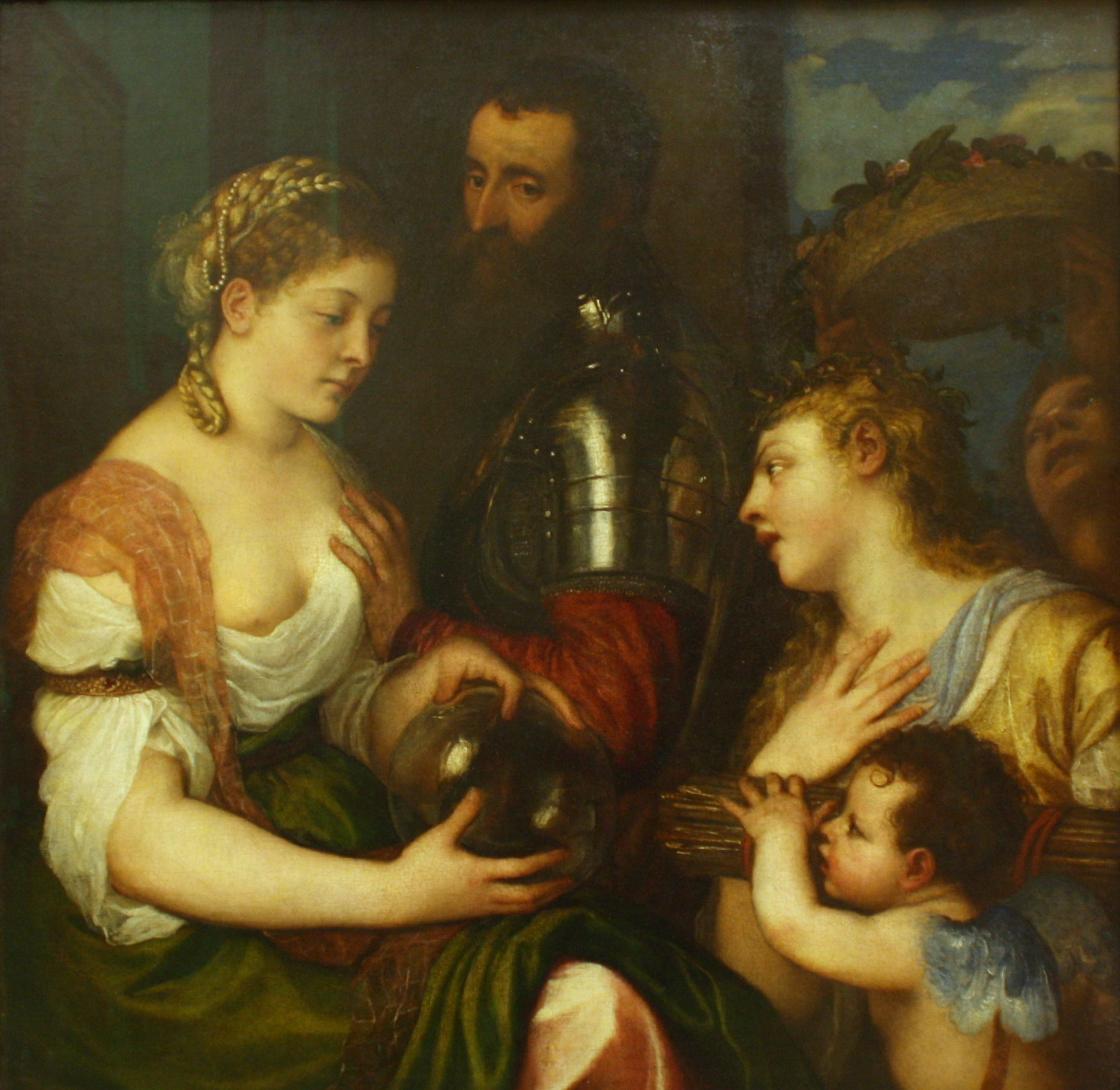
Schilderij van Titiaan, ca. 1530: Een waarzegster met kristallen bol.

Een kristallen bol of glazen bol is een bolvormig object van kristal of glas. Deze bol heeft een gepolijst oppervlak en is vrij van insluitingen of gasbellen. Een massieve glazen of kristallen bol gedraagt zich als een lens. Een bijzondere eigenschap van een bolvormige lens is dat hij vanuit alle richtingen gezien dezelfde brandpuntsafstand heeft.

## Waarzeggerij
De kristallen bol wordt al eeuwenlang gebruikt bij waarzeggerij en helderziendheid. Het kristalkijken wordt geacht inzicht te bieden in heden, verleden of toekomst van de onderzochte persoon of gebeurtenis. De herkomst van het gebruik van een kristallen bol in de waarzeggerij is niet duidelijk. Het gebruik gaat ver terug. Voorspellen met behulp van reflecterende oppervlakken zoals water, gepolijste stenen of metaal werd van oudsher door mensen gepraktiseerd. Tegen de 5e eeuw na Christus was het al wijdverbreid en werd kristalkijken door de middeleeuwse christelijke kerk veroordeeld als het werk van de duivel.

### Zegswijze
De mogelijkheid de toekomst te voorspellen wordt (ook door mensen die niet werkelijk geloven dat een glazen bol hierbij zou helpen) soms uitgedrukt als een glazen bol hebben, bijvoorbeeld:
- Over het kunnen doen van een voorspelling: Ik heb geen glazen bol - Ik kan het niet voorspellen.
- Over een voorspelling:
  - Ik heb geen glazen bol, maar ik denk dat .. - Ik weet het niet zeker, maar ik denk dat ..
  - Je hebt geen glazen bol nodig om te voorspellen dat .. - Het zit er dik in dat ..

## Fotografie
In de fotografie wordt de glazen bol wel gebruikt voor kunstzinnige weergave van een object. De bol gedraagt zich als een fish-eye lens, die grote objecten verkleind, vervormd en omgekeerd weergeeft. De combinatie van een dergelijke miniatuurweergave en een geheel of ten dele onscherpe "gewone" weergave van de omgeving in een enkel beeld levert vaak verrassende foto's op.

## Ontstaanswijze van de primaire regenboog
De glazen bol kan ook gebruikt worden om er de ontstaanswijze van de primaire regenboog mee te tonen. De door de zon beschenen bol laat een cirkelvormig spectraalkleurig projectiebeeld zien op een wit scherm waar vooraf een cirkelvormig gat in gemaakt is dat net iets groter is dan de bol. Doorheen dit gat schijnt zonlicht op en doorheen de bol. Het verkregen projectiebeeld toont een spectraalkleurige cirkel waarvan de rode kleur van het spectrum zichtbaar is als de buitenste rand ervan. Deze cirkel is het equivalent van de primaire regenboog.

## Zie ook

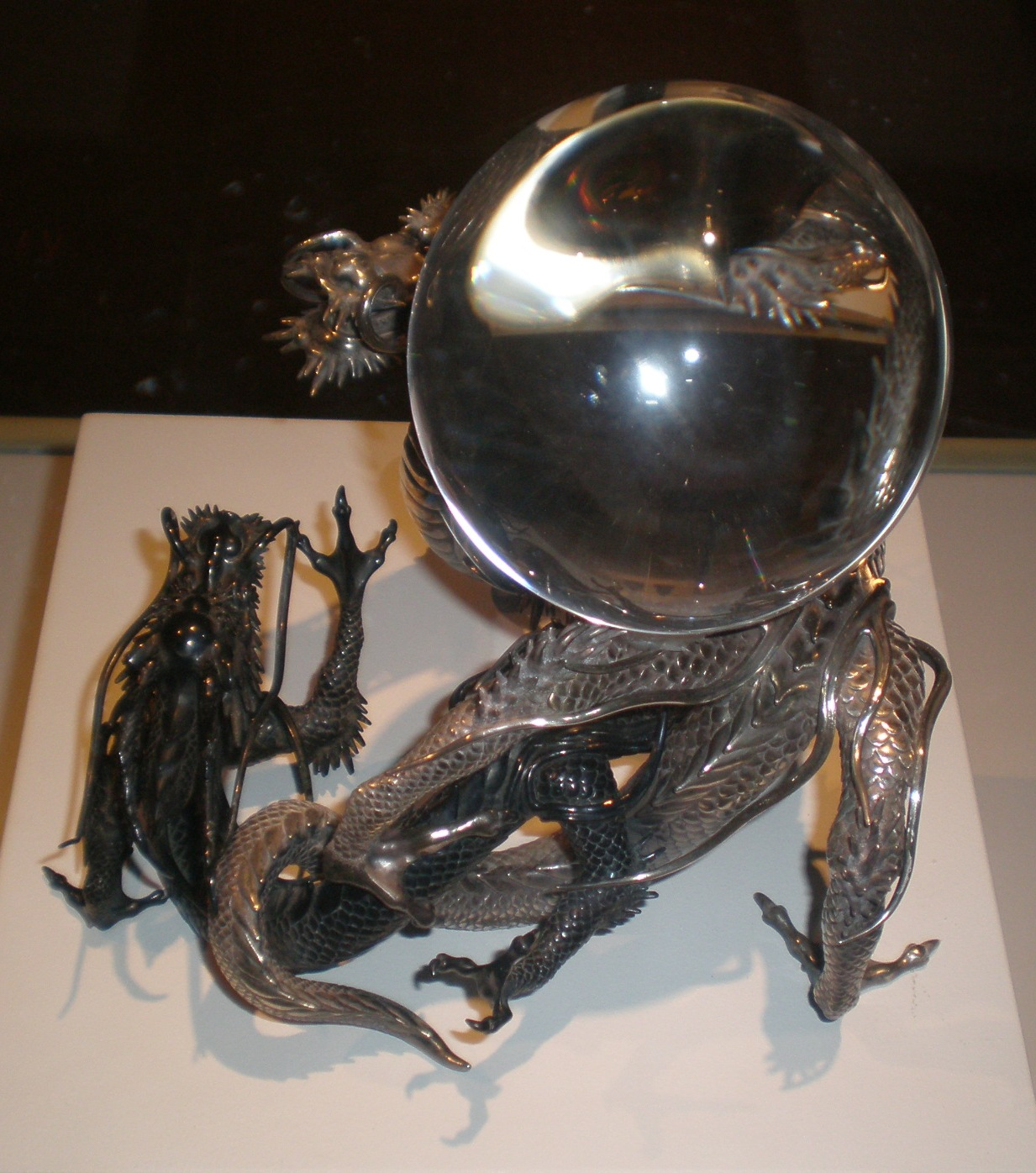
Draak met kristallen bol.
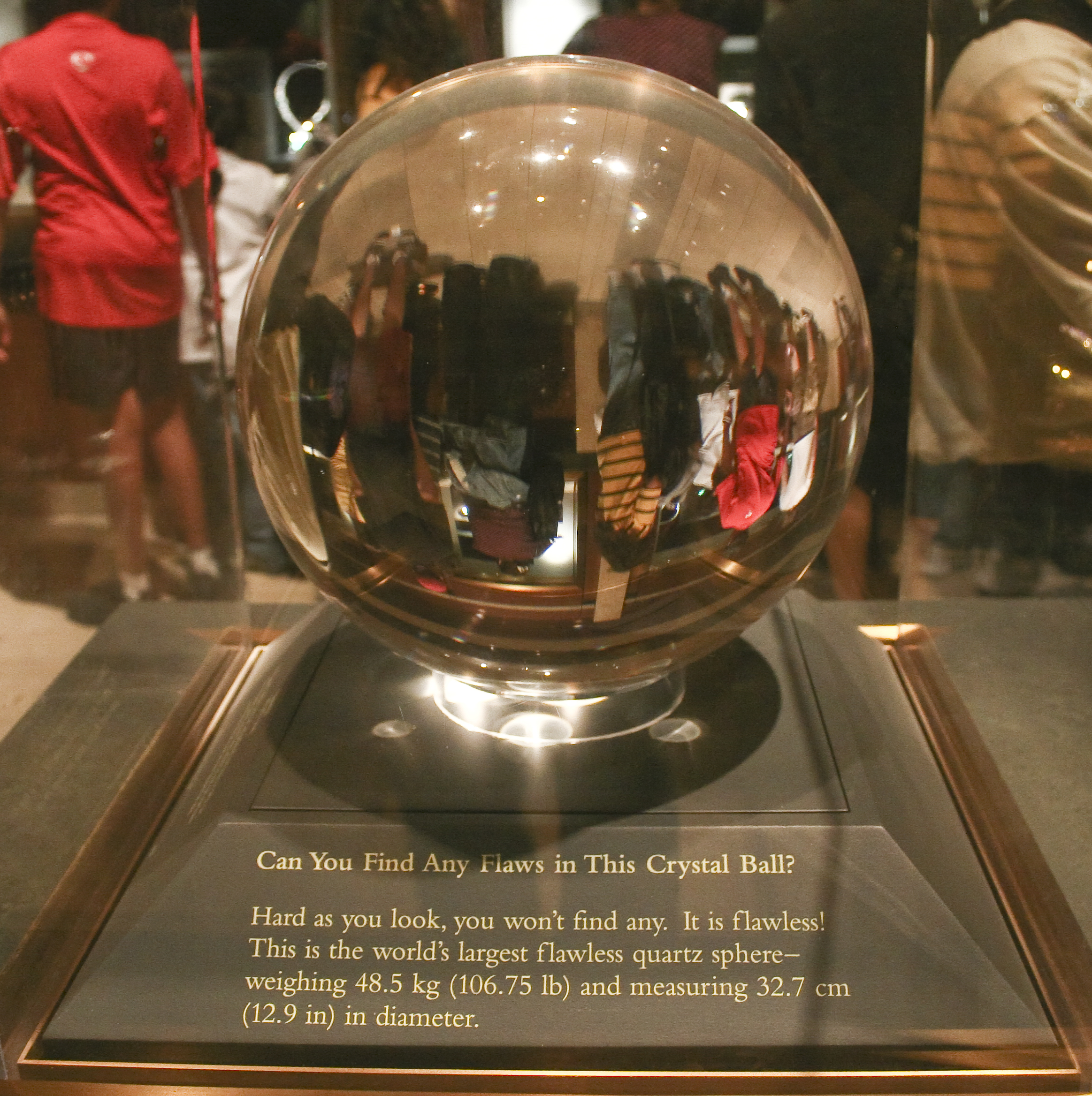
Deze grote bol van kwarts illustreert het optische effect.
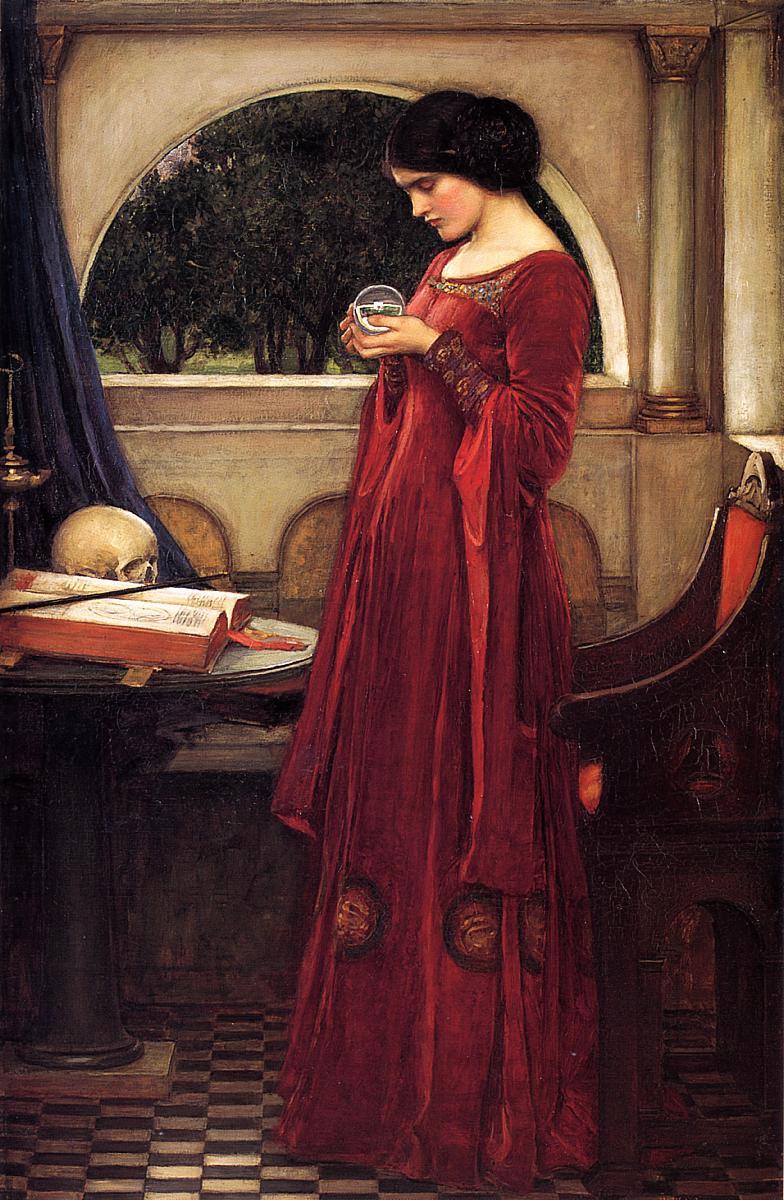
The Crystal Ball, John William Waterhouse.